# 李烈音
李烈音（韓語：이열음，本名：李贤正，1996年2月16日—），或译李悦音，韓國女演員、平面模特，母亲为曾出演《大力女子都奉順》《花遊記》等多部电视剧的韩国演员尹英珠。

## 演藝經歷
- 2013年8月5日，李烈音參演的個人首部電視劇《再也無法忍受》開播 。10月17日，她參與的電視劇《Drama Festival－少年，再次遇見少女》開播。

- 2014年4月6日，李烈音與郭東延、金範俊、高允厚合作出演的青春校園劇《Drama Special－中學生A》首播。與此同時也是她首次在電視劇擔當主演。6月16日，與徐仁國、李荷娜、李洙赫等合作主演的浪漫愛情喜劇《高校處世王》開播。同年，她還主演了個人首部電影《黑色走廊2》。7月25日，她參與了bntnews雜誌的寫真拍攝。

- 2015年4月18日，李烈音與趙如晶、延宇振、沈亨倬等合作出演的職場愛情喜劇《離婚律師戀愛中》開播。5月11日，她與在喜、姜星、鄭惠仁等合作出演的家庭倫理劇《守護家族》開播。8月21日，李烈音參與了bntnews雜誌的寫真拍攝。10月7日，李烈音與文瑾瑩、陸星材、溫朱莞合作出演的驚悚懸疑劇《村莊：阿雉阿拉的祕密》開播並憑藉該劇第25屆韓國演技大賞新星賞。

- 2016年，李烈音與南宮珉、孫恩書合作出演偶像音樂劇《獨一無二的你》。

- 2016年3月28日，出演《Monster》飾演少年吳秀妍。

- 2017年8月21日，李烈音與李正信、徐志焄合作主演漫畫改編新劇《操心》。

- 2018年10月11日，出演MBC《大長今在看著》飾演韓珍美。11月2日，李烈音與李一花、金英玉、延俊錫出演KBS短劇《Drama Special－媽媽的第三次婚姻》。

## 事件
2019年4月，李烈音在泰國董里府國家公園（Hat Chao Mai）拍攝SBS電視台的實況電視節目《叢林的法則》（Law of the Jungle）6月30日最新一輯節目時捕捉瀕危的大硨磲（又稱巨蚌），這種巨蛤被泰國被列為瀕危物種，已被泰國立法保護。相關影片是在昭邁海灘國家海洋公園（Hat Chao Mai National Marine Park）拍攝，李烈音捕抓巨蚌的照片之後開始網上流傳。
董里府國家公園負責人納隆（Narong Kongaid）7月3日以違反國家公園法及違反野生動物保護法兩項指控起訴李烈音。《叢林的法則》劇組7月5日則透過聲明，就節目未注意泰國野生動物的保護規範，表達「深深歉意」。但納隆告訴法新社，這是刑事罪行，拒絕撤銷提控。一旦罪名成立，李烈音可面對五年監禁，或者被依違反野生動物保護法處以4年徒刑，兩法皆併科2萬泰銖（650美元）的罰金。
後因韓國網民強烈表示不公，韓國官方出面與泰國方交涉，最終決定不判刑，但從此無法出入境泰國。

## 演出作品

### 電視劇
| 年份   | 频道／平台 | 劇名                                   | 角色           | 備註     |
| 2013年 | JTBC       | 《再也無法忍受》                       | 朴恩美         |          |
| 2013年 | MBC        | 《Drama Festival－少年，再次遇見少女》 | 河茜           |          |
| 2014年 | KBS        | 《Drama Special－中學生A》             | 趙恩書         | [ 7 ]    |
| 2014年 | tvN        | 《高校處世王》                         | 鄭友雅         |          |
| 2015年 | SBS        | 《離婚律師戀愛中》                     | 禹由美         |          |
| 2015年 | KBS        | 《守護家族》                           | 吳世美         |          |
| 2015年 | SBS        | 《村莊：阿雉阿拉的祕密》               | 申佳英         |          |
| 2016年 | MBC        | 《Monster》                            | 吳秀妍／車靜恩 | 少年时期 |
| 2017年 | OCN        | 《操心》                               | 韓智秀         |          |
| 2018年 | MBC        | 《大長今在看著》                       | 韓珍美         |          |
| 2018年 | KBS        | 《Drama Special－媽媽的第三次婚姻》    |                |          |
| 2019年 | TV朝鮮     | 《揀擇－女人們的戰爭》                 | 趙英智         |          |
| 2020年 | Channel A  | 《Touch》                              | 李烈音         | 特別出演 |
| 2021年 | JTBC       | 《無法抗拒的他》                       | 尹雪雅         |          |
| 2022年 | YouTube    | 《申智奇》                             | 申智奇         |          |
| 2024年 | Netflix    | 《The 8 Show》                         | 4樓            |          |
| 2025年 | TVING      | 《親愛的X》                            | 任蕾娜         |          |

### 電影
| 年份   | 劇名                                         | 角色   | 備註     |
| 2014年 | 《黑色走廊2》                                | 柳善英 | 短篇電影 |
| 2017年 | 《金權性內幕》                               | 乙順   |          |
| 2019年 | 《MADE : Interactive Movie – 01. Run away!》 | 朱莉   |          |
| 2020年 | 《越過那座山》                               | 姜末順 |          |
| 2021年 | 《緊急迫降》                                 | 朴诗英 |          |
| 2022年 | 《首爾怪談》                                 | 秀珍   |          |

### 綜藝節目
| 年份   | 電視台               | 節目名稱 | 備註 |
| 2017年 | 《DJ Show Triangle》 |          |      |
| 2019年 | 《叢林的法則》       |          |      |

### 音樂錄影帶
| 年份   | 歌手            | 歌曲名稱        |
| 2014年 | Crush           | 《Sometimes》   |
| 2014年 | Urban Zakapa    | 《Like A Bird》 |
| 2015年 | Seventeen&Ailee | 《Q&A》         |

## 提名及獲獎列表
| 年份   | 頒獎典禮    | 獎項                     | 作品                     | 結果 |
| 2015年 | SBS演技大賞 | 新星賞                   | 《村莊：阿雉阿拉的祕密》 | 獲獎 |
| 2016年 | MBC演技大獎 | 女子新人獎               | 《Monster》              | 提名 |
| 2018年 | MBC演藝大獎 | 音樂／談話部門女子新人獎 | 《大長今在看著》         | 提名 |

## 外部連結
- 李烈音的Instagram帳戶
- 李烈音在NAVER上的资料
- 李烈音在HanCinema的頁面（英文）